# Ely
Ely (izgovor: i/ˈiːli/) je katedralni grad u engleskoj grofoviji Cambridgeshireu. Od Londona se do Elyja stiže 129 km cestom. Cambridge je 23 km u pravcu sjevernog sjeveroistoka. Opatiju u Elyju osnovala je sv. Eteldreda 673. godine na svom posjedu Otok Ely koji joj je za dotarij dao njen suprug Tondberct, poglavica ili kraljević južnih Gyrwasa. Opatiju su razorili 870. godine danski osvajači. Obnovio ju je biskup Winchestera Etelvold 970. godine. Izgradnju katedrale pokrenuo je normanski opat Šimun 1083. godine.
Ely je podignut na otoku površine 60 km2 Kimmeridgeskoj glini koji je s 26 m nadmorske visine najviša toča u kraju zvanom The Fens.
Danas Ely ima 20.256 stanovnika. Nalazi se na 52,40 stupnjeva sjeverne zemljopisne širine i 0,26 stupnjeva istočne zemljopisne dužine. U Elyju su raštrkani nalazi iz kasnog srednjeg kamenog doba, brončanog doba  i mlađeg kamenog doba (kremeno oruđe). Kroz današnji Ely prolazi rimska cesta (ulica Akeman). Malo je izravnih dokaza rimske vlasti u Elyju, premda su u blizini bivše rimske naseobine kao Little Thetford i Stretham. 
Budući da je Ely bio sjedište dioceze, dugo ga se smatralo gradom. Gradski status mu je dan 1974. kraljevskom poveljom.
U blizini Elyja je paleontološko nalazište Roswell Pits (Roslyn Hole, Roslyn Pit). Na ovom jurskom otoku vadila se kimmeridgeska glina u 19. i 20. stoljeću radi potreba lončarstva i za održavanje riječnih nasipa.
Podrijetlo i značenje imena Ely uvijek je bilo opskurno znanstvenicima i još se uvijek spore o njemu. Najstariji zapis jest latinski tekst Bede Časnog Historia ecclesiastica gentis Anglorum, u kojem je ime grada zapisao u obliku Elge. Očigledno ime nije latinsko, jer gotovo svi sljedeći latinski tekstovi bilježe ga u obliku Elia, Eli ili Heli s neorganskim H-. U staroengleskim povljema i u Anglsaskoj kronici zapisan je u obliku Elig.
Skeat je izveo ime Ely od onog što naziva "O[ld] Northumbrian" (stari northumbrijski) ēlġē, što znači "okrug jegulja" (eng. eel)".

## Vanjske poveznice
- Ely Online
- Ely, turistički vodič na Wikivoyageu